# Brigitte McMahon
Brigitte McMahon, född 25 mars 1967 är en schweizisk triathlet. Hon vann guld vid OS 2000.
Hon har senare efter giftermål tagit efternamnet McMahon-Huber. Hon fälldes för EPO-doping 2005 och slutade med sporten på elitnivå.